# Acomita Lake
Acomita Lake – jednostka osadnicza w Stanach Zjednoczonych, w stanie Nowy Meksyk, w hrabstwie Cibola.